# Сочка-Боржавин, Василий Андреевич
Василий Андреевич Сочка-Боржавин (русин. Василь Андрійович Сочка-Боржавин; 3 января 1922, Берегово — 18 августа 2010, Собранце) — русинский писатель, поэт, педагог и историк литературы, известный деятель русинской культуры XX века.

## Биография

### Образование
Родился 3 января 1922 года в городе Берегово в учительской семье. Сын Андрея Ивановича Сочки, учителя, выходца из Боржавской долины. Детство провёл в Ужанской долине. Учился в народных школах Кострино и Перечина, Ужгородской и Хустской гимназиях.
Василий окончил русскую гимназию в Хусте в 1940 году и поступил в Будапештский университет имени Петра Пазманя на отделение филолого-славистических наук, где учился в 1941—1944 годах. Писал поэзию и прозу, публиковался в ужгородских газетах «Русская правда» и «Русское слово». Первые короткие прозаические произведения появились в «Карпаторусском голосе» и в газете «Словенска єднота». Завершал своё высшее образование в Ужгородском университете, окончив его в 1950 году.

### Общественная деятельность
Василий Сочка работал в послевоенные годы референтом в управлении Закарпатской области по делам искусств, литературным работником газеты «Закарпатская правда», преподава в школах Тячевского, Мукачевского, Береговского районов. Более восьми лет проработал в Закарпатском институте усовершенствования учителей, где занимал пост заведующего кабинетом национальных школ (на венгерском и румынском языках преподавания). Библиограф Закарпатской областной универсальной научной библиотеки.
Играл огромную роль в развитии русинского движения Закарпатья, основатель общества Карпатских русинов, член Всемирного совета Русинов при Всемирном конгрессе русинов. Автор серии биографий под названием «Будители карпатских русинов» (русин. Будителі карпатськых русинов), сборника русинской поэзии «В подбескидных долинах» и сборника очерков и рассказов русинской литературы под названием «Зазывали в селе на вечерню» (русин. Зазвонили в селѣ на вичурню).

### Литературная деятельность
Василий Сочка начал писать ещё во время обучения в гимназии. В 1943 году им был написан сборник стихов «Горы и доля» на русском языке, который и предопределил его творческий путь. Взял псевдоним Боржавин в честь своего отца, выходца из Боржавской долины. Публиковался под псевдонимами Александр Андрейчик, Юрий Соколич, Штефан Соколич, М.Варга, Александр Янкович, Янко Руснак и инициалами В.С., С.Б.. Опубликовал 11 книг за свою творческую карьеру, из них три на русском, две на украинском и шесть на русинском.
Вместе с Людвиком Филиппом Сочка-Боржавин написал правдивую «Историю культурно-просветительского Общества имени Александра Духновича от 1923 до 2003 года»; составил три календаря-альманаха общества имени Александра Духновича в 1995, 1996 и 1997 годах, опубликованных в Ужгороде. Всего же он создал 260 публикаций, появившихся в изданиях Словакии, Венгрии, Чехии, Польшее, Сербии, Америки, Украины. Представлен в трёх досоветских литературных альманаха, четырёх послевоенных антологиях (две в Словакии, одна в Сербии и одна на Украине). Из педагогических трудов выделяются книги «По истории русинских школ Австро-Венгрии и Чехословакии» (1996) и «Кое-что про древние школы и учебники» (2005). В 2006 году был издан сборник произведений «Любимый край» на русском и русинском языках.
Скончался 18 августа 2010 года в городе Собранце.